# Eupithecia amasina
Eupithecia amasina är en fjärilsart som beskrevs av Bohatsch 1893. Eupithecia amasina ingår i släktet Eupithecia och familjen mätare. Inga underarter finns listade i Catalogue of Life.